# Sonnenfinsternis vom 7. Oktober 2135
Die totale Sonnenfinsternis vom 7. Oktober 2135 spielt sich größtenteils über Europa, Afrika und Asien sowie dem Indischen Ozean ab. Sie ist der Exeligmos-Nachfolger der Sonnenfinsternis vom 3. September 2081, deren Zentralzone Süddeutschland, Schweiz und Österreich überquert.
Das Maximum der Finsternis liegt in Oman ca. 50 km nördlich der Stadt Duqm; die Dauer der Totalität liegt dort bei 4 Minuten und 50 Sekunden.
Die Finsternis gehört zum Saros-Zyklus 136.
Erstmals seit der Sonnenfinsternis vom 16. Juni 1406 wird der Nordwesten Deutschlands wieder vom Kernschatten des Mondes überquert. Nach nur knapp 7 Jahren überquert mit der Sonnenfinsternis vom 25. Mai 2142 erneut der Mondschatten Nordwestdeutschland.
Diese Finsternis gehört zu einer Serie von acht zentralen Finsternissen im deutschsprachigen Raum, innerhalb von nur 76 Jahren (2075–2151).

## Verlauf
Die Finsternis beginnt über dem Nordatlantik mit dem Sonnenaufgang. Der Kernschatten erreicht in Schottland erstmals das Festland. Er überquert Großbritannien und überstreicht auch den nördlichsten Teil Englands, bevor er die Nordsee erreicht. Mit den Niederlanden und Deutschland erreicht der Kernschatten auch das europäische Festland. Dieser zieht in südöstlicher Richtung über Deutschland (Wo eine maximale Totalitätsdauer von etwa 3 Minuten erreicht wird) dann parallel zur tschechisch-polnischen Grenze weiter über Slowenien, dem äußersten Osten Ungarns, bzw. dem äußersten Westen der Ukraine über Rumänien zum Schwarzen Meer. Der Mondschatten erreicht Asien und überquert die Türkei, den äußersten Osten Syriens, Irak sowie angrenzende Teile des Iran, Kuweit und erreicht dann den Persischen Golf. Auf der Arabischen Halbinsel werden die Staaten Katar, Vereinigte Arabische Emirate, Saudi-Arabien und Oman vom Kernschatten des Mondes berührt, bevor der Pfad der Totalität den Indischen Ozean erreicht. Die nördlichsten Teile der Malediven werden vom Kernschatten des Mondes überstrichen, bevor gegen Abend dann der Indonesische Inselstaat erreicht wird. Hier wird, neben etlichen kleineren Inseln, zunächst Sumatra überstrichen dann Borneo erreicht, wo die Finsternis bei Sonnenuntergang endet. Ein kleiner Teil von Malaysia kann diese Finsternis gerade noch erleben.
Für diese Finsternis ergeben sich wegen deutlich unterschiedlicher Annahmen des Delta T (NASA: 209,6s, CalSky: 89,1s) von 120,5s bei der Berechnung des konkreten Verlaufes der Totalitätszone lokal deutliche Unterschiede.

## Orte in der Totalitätszone
Folgende Orte liegen sehr sicher innerhalb der Totalitätszone: Glasgow, Edinburgh, Groningen, Bremen, Hamburg (nur südliche Stadtteile), Hannover, Hildesheim, Braunschweig, Halle, Magdeburg, Leipzig, Potsdam, Görlitz, Breslau, Ostrava, Katowice, Košice, Uschhorod, Bacău, Diyarbakır, Bagdad, Basra, Kuwait, Doha, Pekanbaru.

## Sichtbarkeit im deutschsprachigen Raum
Außerhalb der Totalitätszone ist die Finsternis als sehr tiefe partielle Finsternis sichtbar.